# Hadena albomixta
Hadena albomixta är en fjärilsart som beskrevs av Max Wilhelm Karl Draudt 1950. Hadena albomixta ingår i släktet Hadena och familjen nattflyn. Inga underarter finns listade i Catalogue of Life.